# برندن هانت
برندن هانت (انگلیسی: Brendan Hunt؛ زادهٔ ۱ ژانویهٔ ۱۹۷۲) صداپیشه، بازیگر، فیلم‌نامه‌نویس، و بازیگر تلویزیون اهل ایالات متحده آمریکا است. وی از سال ۱۹۹۹ میلادی تاکنون مشغول فعالیت بوده‌است. وی در فیلم های ما میلرها هستیم، رئیس‌های وحشتناک ۲ و تد لسو حضور داشته است.